# Constitución (Cile)
Constitución è un comune del Cile centrale, che si trova nella Provincia di Talca e Regione del Maule. La città, affacciata sull'oceano Pacifico ed alla bocca del fiume Maule, è una stazione balneare, una città industriale (carta e polpa di legno) ed un porto secondario. La superficie del comune è di 1344 km² e la sua popolazione nel 2002 era di 46 081 abitanti.